# John J. Ghezzi
John J. Ghezzi (* 1. Januar 1911 in Albany, New York; † 9. Mai 1983 ebenda) war ein US-amerikanischer Jurist und Politiker.

## Werdegang
Die Kindheit von John J. Ghezzi war vom Ersten Weltkrieg überschattet. Er besuchte die öffentlichen Schulen in Albany. 1928 graduierte er an der Albany High School. In der Folgezeit besuchte er die Fordham University und die Albany Law School. 1933 graduierte er an der St. John’s University School of Law. Nach seinem Anwaltsexamen arbeitete er für die Kanzlei von Louis Yaguda. Am 13. März 1942 verpflichtete er sich in der US-Army. Er wurde dem 109. Infanterieregiment in der 28. Infanteriedivision zugeteilt. Im Oktober 1945 wurde er mit dem Dienstgrad eines First Sergeant ehrenhaft entlassen. Während seiner Dienstzeit diente er 22 Monate auf dem europäischen Kriegsschauplatz. 1949 trat er in den Regierungsdienst ein. In der Folgezeit war er bis zu seiner Ernennung zum Director of the State Elections and Law Bureau 1959 als Unemployment Insurance Referee und Attorney in der Corporations Division des Department of State tätig. Er war seit 1965 stellvertretender Secretary of State von New York verantwortlich für die Division of Corporations, als er 1974 vom Gouverneur von New York Malcolm Wilson zum Secretary of State ernannt wurde.